# Ezra (film)
Ezra è un film del 2007 diretto da Newton Aduaka.
La pellicola è prodotta, prodotta in Nigeria e in Francia, è stata presentata al 27º Festival del Cinema Africano di Verona.

## Trama
Rapito dai ribelli della Blood Brotherhood, costretto a drogarsi e a compiere azioni disumane, innamorato di una guerrigliera che gli dimostra la ragionevolezza della loro lotta. La vita di Ezra, ex bambino soldato, è rimasta segnata indelebilmente dalla tragedia della guerra civile. Anche dopo molti anni dalla conclusione del conflitto, il ragazzo è ancora fortemente traumatizzato. Una commissione per la Verità e la Riconciliazione lo interroga sul suo passato, accusandolo di aver ucciso i suoi stessi genitori. Ma Ezra non ricorda, ha rimosso ogni dettaglio, vive in un presente di allucinazioni cercando di recuperare il passato.

## Riconoscimenti
Il regista Aduaka, dopo i successi del lungometraggio d'esordio Rage, convince ancora con questa pellicola sul tema del ricordo. Il film ha vinto la ventesima edizione del Fespaco in Burkina Faso.